# Рик Яків Йосипович
Я́ків Йо́сипович Ри́к (6 грудня 1929 , Харків ) — український скульптор.

## Біографія
Син українського скульптора Йосипа Рика.
Закінчив Харківське училище прикладного мистецтва (1946–1949), де навчався у Йосипа Рика, В. Соколова, Миколи Рябініна.
Учасник республіканських, всесоюзних і міжнародних виставок (від 1957).
Член Харківської організації Спілки зудожників України (від 1960).
У 1990-х виїхав до США.

## Твори
- «Романтика» (1968).
- «Азовські рибалки» (1969).

Брав участь у створенні в Харкові:
- монумента на честь проголошення Радянської влади в Україні (1975),
- меморіального комплекса Слави (1977),
- меморіального комплекса радянським воїнам-визволителям (1981).

## Звання та премії
- 1983 — заслужений художник УРСР.
- 1977 — Державна премії УРСР імені Тараса Шевченка (разом ще з трьома скульпторами та трьома архітекторами) — за монумент на часть проголошення Радянської влади в Україні (Харків).